# Армійська група «Грассер»
Армі́йська гру́па «Грассер» (нім. Armee-Abteilung Grasser) — оперативне об'єднання Вермахту, армійська група в роки Другої світової війни.

## Історія
Армійська група «Грассер» була сформована 25 вересня 1944 шляхом перейменування армійської групи «Нарва», що діяла у ході Нарвської та Тартуської операції проти радянських військ в Естонії. З розгромом у Прибалтиці армійська група перетворена на армійську групу Клеффеля 29 жовтня 1944.

## Райони бойових дій
- Східний фронт (північний напрямок) (25 вересня — 29 жовтня 1944)

## Командування

### Командувачі
- Генерал від інфантерії Антон Грассер (нім. Anton Grasser) (25 вересня — 20 жовтня 1944);
- генерал кавалерії Філіпп Клеффель (нім. Philipp Kleffel) (20 жовтня — 29 жовтня 1944).

## Бойовий склад армійської групи «Грассер»
Формування управління, забезпечення та підтримки
- запасний піхотний батальйон.

- 3-й танковий корпус СС (III. SS-Panzerkorps).
- 29-й армійський корпус (XXXIX. Armeekorps);
- 5-та танкова дивізія (5. Panzer-Division);
- група генерала Клеффеля.

- 3-й танковий корпус СС.

- 38-й армійський корпус (XXXVIII. Armee-Korps);
- 52-га дивізія охорони (52. Sicherungs-Division (bo).

- 38-й армійський корпус;
- 50-й армійський корпус (L. Armee-Korps);
- 52-га дивізія охорони (52. Sicherungs-Division (bo);
- 121-ша піхотна дивізія (121. Infanterie-Division).